# ひかり味噌
ひかり味噌株式会社（英: HIKARI MISO Co.,Ltd.）は、長野県諏訪郡下諏訪町に本社を置く、味噌を中心とする日本の食品メーカー。
コーポレート・メッセージは、「自然の恵み、いただきます」。

## 会社概要
長野県にて、国内外の厳選した原材料を使った高品質な味噌󠄀づくりを行う。1993年発売のロングセラー「無添加 円熟こうじみそ」、無添加オーガニック味噌󠄀「こだわってます」や国産原料の味噌󠄀の他、即席みそ汁をはじめとした健康志向型加工食品など、味噌󠄀を基軸に安心安全でおいしく健康な食生活に貢献する商品を展開。

## 沿革
- 1936年（昭和11年）：創業
- 1951年（昭和26年）：マルニ味噌󠄀を改組し、株式会社光屋商店を設立
- 1955年（昭和30年）：諏訪湖畔に新工場の建設が始まる
- 1963年（昭和38年）：東京出張所を渋谷区に開設
- 1965年（昭和40年）：第1号天然蔵の建設を開始国産大豆を使用して本格的に天然醸造味噌󠄀の仕込みが始まる
- 1967年（昭和42年）：ひかり味噌󠄀株式会社と改名
- 1973年（昭和48年）：東京出張所を日野市に移転
- 1979年（昭和54年）：長野県上伊那郡飯島町に新工場の建設を開始、第1期工事が完成新工場にて原料処理、仕込みを開始
- 1980年（昭和55年）：飯島グリーン工場第2期工事が完成、1次発酵大型タンク棟を新設、
  - 2次発酵棟に立体自動倉庫方式の連続発酵熟成保蔵システムを導入
- 1999年（平成11年）：本社及び本社工場がISO14001の認証を取得
- 2000年（平成12年）：林善八郎が代表取締役会長に、林善博が代表取締役社長に就任 
  - 飯島グリーン工場に嫌気性排水処理設備及びメタン回収ボイラーを設置、本社工場がISO9001の認証を取得、第43回全国味噌󠄀鑑評会において農林水産大臣賞を受賞
  - 本社工場が有機JAS認定を取得
- 2004年（平成16年）：飯島グリーン工場の隣接地に土地を取得、熟成庫と即席味噌󠄀汁充填ラインを増設
- 2005年（平成17年）：飯島グリーン工場に30t自動製麹装置などを増設。仕込み能力を35,000トンにアップ健康訴求加工食品を拡大。